# Planeta Tierra II
Planeta Tierra II es un documental de naturaleza británico producido por la BBC como secuela a la, altamente exitosa, serie televisiva Planeta Tierra, la cual se estrenó una década antes, en 2006. La serie está presentada y narrada por Sir David Attenborough, con música original de Jacob Shea y Jasha Klebe, Hans Zimmer compuso el tema principal.
El primer tráiler fue lanzado el 9 de octubre de 2016, y la serie se estrenó el 6 de noviembre de 2016 en el Reino Unido en BBC One y BBC HD. Planeta Tierra II es la primera serie de televisión que la BBC  ha producido en ultra alta definición (4K).

## Producción
La BBC anunció la serie en el 2013, con el título de Un Planeta, cambiado posteriormente a  Planeta Tierra II.
El tráiler de la BBC para la serie utiliza la misma música del tráiler de la serie original Planeta Tierra, Hoppípolla por  la banda islandesa de post-rock Sigur Rós.
La serie original Planeta Tierra, emitida en 2006, fue uno de los primeros documentales sobre naturaleza en alta definición (HD. Planeta Tierra II pionera en la implementación de nuevas tecnologías para el desarrollo del documental, incluyendo grabaciones a ultra definición (4K), mejoras de estabilización de la cámara, grabación remota y el uso de drones.

## Emisión

### Televisión británica
Planeta Tierra II debutó en la televisión británica el 6 de noviembre del 2016, entre las 20:00 y las 21:00 (zona horaria del Reino Unido), comenzó su transmisión por BBC One y BBC One HD. Consta de seis episodios.

### Internacional
La serie se transmitirá internacionalmente a través de BBC Earth.
En Estados Unidos se podrá ver los sábados, comenzando el 28 de enero del 2017 en BBC América

## Productos licenciados

### DVD y Blu-ray
Se distribuye en el Reino Unido, constando de dos discos DVD o un disco Blu-ray, desde el 5 de diciembre de 2016.

### Libros
En el Reino Unido, se vende un libro que acompaña a la serie escrito por Steven Moss con la supervisión de David Attenborough. Se lanzó el 6 de octubre de 2016 y está publicado por BBC Books (ISBN 9781849909655).

## Banda sonora
La banda sonora y las pistas que aparecen en la serie están compuestas por Hans Zimmer, Jacob Shea y Jasha Klebe por Bleeding Fingers Music. Se lanzó digitalmente el 11 de noviembre de 2016, mientras que un doble disco de la banda sonora se puso a la venta el 25 de noviembre de 2016 en el Reino Unido.